# Federazione artistica femminile italiana
La Federazione artistica femminile italiana è stata un'organizzazione per la promozione e la diffusione dell'arte femminile, attiva a Milano dal 1914 al 1919.

## Storia
Nasce nel contesto dell'aristocrazia e della borghesia milanese, dall'iniziativa di un gruppo di donne appartenenti al Lyceum femminile diretto da Gigina Sioli Legnani. Carla Celesia di Vegliasco è eletta presidente, mentre le artiste Lina Arpesani, Isabella Pirovano, Irene Sala Valentini e Ada Schalk divengono consigliere. L'obiettivo è quello di ‘patrocinare la realizzazione e la diffusione a Milano di esposizioni riservate alla creatività femminile’. La prima mostra ufficiale viene organizzata a Milano, in una sala per esposizioni in Via Borgonuovo e inaugurata il 23 Marzo 1914. La composizione della giuria incaricata di valutare le opere è quasi interamente maschile; ne fanno parte Ambrogio Alciati, Ernesto Bazzaro, Leonardo Bazzaro, Riccardo Galli, Romolo del Bò. Irene Sala è l'unica donna con funzione di responsabile degli allestimenti e dei rapporti con la stampa. Le 40 opere presentate sono di sei artiste: Lina Arpesani, Carla Celesia di Vegliasco, Maria Colzani, Gilda Pansiotti, Maria Pensa e Isabella Pirovano.
La mostra viene molto recensita. Ne scrive, tra gli altri, Margherita Sarfatti che mette in discussione l'idea di arte al femminile, sottolineando  "[...] l'assurda distinzione fra pittura e scultura degli uomini e pittura e scultura delle donne. Che cosa significa questa separazione? […]. Le donne che vogliono combattere e seriamente, strenuamente affermarsi accanto all’uomo in tutti i campi della vita e dell’arte, è bene che escano, una volta per sempre dal gineceo. […]. Ogni manifestazione intellettuale femminile che escluda la competizione maschile si affibbia di per ciò solo, di fronte al pubblico, una manifesta patente di inferiorità". Tra il gennaio e febbraio del 1917 viene organizzata la seconda rassegna d'arte, alla quale partecipano un maggior numero di artiste, tra cui le pittrici Rachele Villa Pernice, Rosa Menni, Anna Beatrice D’Anna e la scultrice Gemma Pero. L'organizzazione conclude la sua attività con unl’ultima esposizione al Lyceum nel febbraio del 1919.
Il passaggio al regime fascista crea nuove organizzazioni ad esso assoggettate: tra queste l’Associazione fascista donne artiste e laureate.